# Zwergelsterchen
Das Zwergelsterchen (Lepidopygia nana, Syn.: Lonchura nana) ist eine Art aus der Familie der Prachtfinken. Es ist beheimatet auf der Insel Madagaskar und stellt dort die einzige Art der Prachtfinken dar, die ursprünglich dort vorkommt. Die Art galt zeitweise als ein Vertreter der Gattung der Bronzemännchen (Lonchura), wird aber heute in eine eigenständige Gattung Lepidopygia eingeordnet.
Es werden keine Unterarten unterschieden. Die Art wird von der IUCN als ungefährdet eingestuft.

## Aussehen
Zwergelsterchen erreichen eine Körperlänge bis zu neun Zentimetern und wiegen im Durchschnitt acht Gramm. Sie gehören damit zu den kleinsten Prachtfinkenarten. Ein Sexualdimorphismus besteht nicht.
Von der Schnabelbasis bis zu den Augen reicht eine kleine schwarze Federpartie, der sogenannte Zügel. Sie haben außerdem einen schwarzen Kehllatz sowie schwarze Schwanzfedern. Stirn, Scheitel und Nacken sind grau gefiedert. Das Brust- und das Bauchgefieder sind hell rötlichbraun bis gelblichbraun. Durch hellere Federsäume wirkt der Unterkörper undeutlich geschuppt oder gebändert. Die Oberschwanzdecken sind dagegen von oliv-gelber Farbe. Der Rücken und die Flügeldecken sind bräunlich.
Jungvögel weisen noch keinen schwarzen Kehlfleck. Stirn, Scheitel und Nacken sind bei ihnen braun statt grau gefiedert.

## Lebensraum und Lebensweise
Zwergelsterchen sind auf der gesamten Insel Madagaskar zu finden. Sie meiden einzig geschlossene Wälder und bewohnen überwiegend Grasland sowie Waldränder und Lichtungen. Die Vögel lassen sich auch in Gärten sowie Plantagen beobachten, wobei sie entweder paarweise oder in kleinen Schwärmen von bis zu zwanzig Individuen auftreten. Sie sind sehr beweglich und klettern geschickt in Halmen. Ihre Nahrung besteht überwiegend aus kleinen Sämereien. Sie nehmen diese entweder direkt vom Boden auf oder klauben sie aus den Fruchtständen heraus.
Das Fortpflanzungsverhalten ist noch nicht abschließend untersucht. Die Hauptfortpflanzungszeit fällt in den Zeitraum September bis Juli. Das Nest befindet sich in Höhen von einem bis vier Metern über dem Erdboden. Es wird in Büschen, Bäumen oder Palmwedeln errichtet. Es steht meist einzeln. Das Gelege besteht aus drei bis vier Eiern. Die Brutzeit beträgt 15, die Nestlingszeit zwischen 23 und 24 Tagen.

## Systematik
Zwergelsterchen stehen systematisch den auf dem afrikanischen Kontinent beheimateten Glanzelsterchen, Kleinelsterchen und Riesenelsterchen sehr nahe. Eine nahe Verwandtschaft zu anderen Prachtfinkenarten besteht aber insbesondere auch zur Perlhalsamadine; häufig werden alle vorgenannten Gattungen in der Gattung Lonchura vereinigt. In der Gefiederfärbung mit dem schwarzen Kehllatz erinnert das Zwergelsterchen an den in Australien vorkommenden Gürtelgrasfink aus der Gattung der Grasfinken. Hierbei ist jedoch noch nicht geklärt, ob dies aus einer engen verwandtschaftlichen Beziehung resultiert oder es sich um eine konvergente Entwicklung handelt.

## Haltung
Zwergelsterchen wurden in den Jahren 1880 und 1881 vereinzelt und ab dem Jahr 1884 etwas häufiger nach Europa eingeführt. Sie waren allerdings niemals sehr häufig im Handel. Zu Beginn der 1930er Jahre wurde auf Madagaskar eine Ausfuhrsperre verhängt. Gesichert ist, dass erst 1973 wieder Zwergelsterchen nach Europa eingeführt wurden. Sie werden seitdem in kleiner Zahl regelmäßig nachgezüchtet. Es gibt in Deutschland nur wenige Züchter die diese Art halten. Sie gilt meistens als sehr verträglich gegenüber anderen Vögeln. Während der Zuchtphasen werden die Paare besser separat gehalten, da die Tiere gegen Artgenossen dann aggressiv sein können.

## Belege

### Einzelbelege
1. ↑  Handbook of the Birds of the World
2. ↑  BirdLife Factsheet, aufgerufen am 10. Juli 2010
3. ↑  BirdLife Factsheet, aufgerufen am 10. Juli 2010
4. ↑  Nicolai et al., S: 371